# Метар у секунди
Метар у секунди је изведена јединица СИ система од обе брзине (скаларне и вектор, која одређује и величину и специфичан правац), дефинисана растојањем у метрима подељеним са временом у секунди.
Симболи јединица СИ система за метар у секунди су m·s−1, m s−1, m/s, или m/s, понекад (незванично) скраћен као „” (британски енгл.  или амерички енгл. Meter per second). Тамо где су метри у секунди неколико реда дужине сувише дуги да би били погодни, као што је случај са астрономским мерењима, брзине се могу дати у километрима у секунди, где је 1 km/s једнак 1000 метра у секунди, понекад (незванично) скраћен као „” (британски енгл.  или амерички енгл. Kilometer per second).

## Дефиниција
С обзиром да је брзина светлости 299.792.458 m/s, лако се може дефинисати да је јединица m/s једнака 1/299.792.458 брзине светлости у вакууму.

## Конверзија
1 m/s је еквивалентан:
= 3.6 километара на час (прецизно)
≈ 3.2808 стопа у секунди (приближно)
≈ 2.2369 миља на час (приближно)
≈ 1.9438 чворова (приближно)
1 стопа у секунди = 0.3048 m/s (прецизно)
1 миља на час = 0.44704 m/s (прецизно)
1 km/h = 0.27 m/s (прецизно)
1 km у секунди је еквивалентан:
≈ 0.6213 миља у секунди (приближно)
≈ 2237 миља на час (приближно)

## Однос према другим мерама
Бенц, назван у част Карла Бенца, предложен је као назив за један метар у секунди. првенствено из немачких извора, одбијен је као СИ јединица брзине и није видео широку примену или прихватање.